# Route nationale 41
Die N41 ist eine französische Nationalstraße, die 1824 zwischen der N16 nördlich von Saint-Pol-sur-Ternoise und der belgischen Grenze bei Tournai verlief. Sie geht auf die Route impériale 54 zurück. Ihre Länge betrug 75 Kilometer. 1933 wurde zwischen Frévent und der N25 bei Saint-Riquier eine Straße zum Teil der N41 aufgewertet. Die Gesamtlänge wuchs auf 106 Kilometer. Dieses Stück, sowie der Abschnitt zwischen Hallennes-lez-Haubourdin und der Grenze wurde 1973 abgestuft. 1978 übernahm sie den Abschnitt der N16 ab Saint-Pol-sur-Ternoise nach Norden bis zu der Kreuzung, wo sie bis dahin begann:
- N 16 Saint-Pol-sur-Ternoise – Kreuzung mit N41
- N 41 Kreuzung mit N16 – A25

2006 erfolgte dann die Abstufung zwischen der neuen N47 (Ex N347bis) und Saint-Pol-sur-Ternoise. Das restliche Stück wurde zur Schnellstraße ausgebaut.

## Streckenführung
| Position | höchste zulässige Gesamtgeschwindigkeit | Fahrbahnen | km                   | Typ                          | Abschnitt                | Längengrad | Breitengrad |
| -------- | --------------------------------------- | ---------- | -------------------- | ---------------------------- | ------------------------ | ---------- | ----------- |
| 1        | 110                                     | 2          |                      | Beginn der Autobahn          | A 25                     | 50.6221    | 2.9696      |
| 2        | 110                                     | 2          | 0.5                  | Teil-Anschlussstelle         |                          | 50.6215    | 2.9616      |
| 3        | 110                                     | 2          | 2                    | Vollständige Anschlussstelle | Hallennes-lez-Haubourdin | 50.6110    | 2.9525      |
| 4        | 110                                     | 2          | 3                    | Raststätte                   |                          | 50.6023    | 2.9434      |
| 5        | 110                                     | 2          |                      | Vollständige Anschlussstelle | Wavrin                   | 50.5900    | 2.9277      |
| 6        | 90                                      | 2          |                      | Kreisverkehr                 |                          | 50.5840    | 2.9090      |
| 7        | 90                                      | 2          |                      | Kreisverkehr                 | Wicres                   | 50.5790    | 2.8736      |
| 8        | 90                                      | 2          |                      | Kreisverkehr                 | Herlies                  | 50.5691    | 2.8550      |
| 9        | 90                                      | 2          |                      | Kreisverkehr                 | Illies                   | 50.5578    | 2.8371      |
| 10       | 90                                      | 2          | Ende an Kreisverkehr | N 47                         | 50.5475                  | 2.8242     |             |

## N2041
Die N2014 war ein Seitenast der N41, der 2004 aus dieser entstand als diese auf eine Illiés umgehende Schnellstraße gelegt wurde. sie wurde 2006 abgestuft.